# João Soares de Alarcão
João Soares de Alarcão (Sintra, 1580 - dezembro de 1618), 2.º conde de Torres Vedras, foi um poeta português do final do século XVI e início do século XVII.
Tendo exercido os cargos oficiais de mestre sala da Casa Real para Filipe I de Portugal, e era o 7.º alcaide-mor de Torres Vedras,

## Obras
- Archimusa de varias rimas y efectos, Madrid, 1611;
- La Iffanta coronada por el-rei D. Pedro, Doña Ines de Castro, em octava rima. Lisboa, 1606;
- Perdição das naus, e das que se salvaram na barra de Lisboa, 1606.

## Dados genealógicos
Era filho de D. Martinho Soares de Alarcão, 1.º conde de Torres Vedras, 6.º alcaide de Torres Vedras, e de D. Cecília de Mendonça, filha de Filipe de Aguiar, mestre-sala da Casa Real. 
Casou com D. Isabel de Castro e Vilhena, irmã de D. Jorge Mascarenhas, marquês de Montalvão.
Tiveram:
- João Soares de Alarcão e Melo ( c. 1600 - 6 de outubro de 1669), marquês de Turcifal, mestre-sala e general de cavalaria, governador de Ceuta[1], que continuou a Casa em Espanha[2]. Casou com D. Maria de Noronha de Eça, filha de João Fogaça de Eça[3].
- Francisco Soares, jesuíta, nascido em Torres Vedras[4].
- D. Jerónima de Castro, casada com João de Almeida, o Sábio. Sogros de D. Luís de Almeida Portugal, 1.º Conde de Avintes e último governador de Tânger[5].